# Na-no na-no/Mork & Mindy
Na-no na-no/Mork & Mindy è un singolo di Bruno D'Andrea, pubblicato nel 1979 dall'etichetta discografica Cetra.

## I brani
Na-no na-no, scritta da Luigi Albertelli e Oreste Lionello, su musica e arrangiamento di Vince Tempera, era la sigla della fortunata serie televisiva di produzione americana Mork & Mindy, andata in onda sulle reti Rai a partire dal 1979 e, successivamente, anche su Italia 1. Il brano è entrato nell'immaginario collettivo per il suo famoso ritornello.
Mork & Mindy, scritta dagli stessi autori, era la versione strumentale della sigla, lato B del disco. 
Il disco raggiunse la diciannovesima posizione in classifica dei singoli più venduti.

## Citazioni e parodie
La canzone contiene una linea di tromba che è la stessa della fine della canzone Ufo Robot, anch'essa scritta da Albertelli e Tempera, insieme a Ares Tavolazzi. 
Il titolo della canzone Pork e Cindy degli Elio e le Storie Tese è una chiara parodia della sigla. 
La canzone Mork dei Timoria dell'album El Topo Grand Hotel cita nella prima strofa: «Mi chiamo Mork/e vengo da Ork».

## Tracce
Lato A
1. Na-no na-no – 3:05 (Luigi Albertelli, Oreste Lionello, Vince Tempera)

Durata totale: 3:05
Lato B
1. Mork & Mindy – 3:08 (Luigi Albertelli, Vince Tempera)

Durata totale: 3:08